# Taraxacum glowackii
Taraxacum glowackii — вид квіткових рослин з родини айстрових (Asteraceae). Вид зростає в Європі: Польща; це багаторічна рослина помірних біомів.

## Етимологія
Taraxacum glowackii названий на честь видатного професора Зигмунта Ґловацького, чиї ретельні дослідження флори східної Польщі також включали успішне дослідження роду Taraxacum у цьому регіоні, підвищивши знання про флору Taraxacum у східній Польщі з майже нуля до надзвичайного рівня протягом кількох років.

## Опис
Рослина звичайного розміру для члена секції Ruderalia, але має елегантний і стрункий вигляд. Колір листя яскраво-зелений. Черешки крил від вузьких до широких. Колір черешків переважно блідий, але на внутрішніх черешках, а іноді й на всіх черешках, може бути ± червонуватий, особливо наприкінці сезону цвітіння. Середня жилка від зеленого до злегка коричневого. Частки листя вузькі та довгі або зігнуті (дельтовидної форми), особливо у молодих екземплярів, зазвичай нерозділені (рідко розсічені глибокими надрізами), зазвичай з виразно опуклим верхнім краєм, який часто є цілим, але також із зубцями тут і там. Верхівки часток рівномірно від середнього до дуже гострого. Стеблини голі, але запушені під бутонами. Зовнішні приквітки 12–13 мм завдовжки, 3,0–3,9 мм завширшки, сірувато-зелені, досить рівномірно розташовані, ± зігнуті, зігнуті або відхилені до вертикального положення. Повністю квітуча головка приблизно 45 мм в діаметрі, середньої щільності, з ± опуклим профілем, середньо-жовта. Сім’янки від солом’яно-бурого кольору, 4,2–4,4 мм завдовжки. 